# ピッコロ演劇学校
ピッコロ演劇学校（ピッコロえんげきがっこう）は、兵庫県尼崎市にある公立の演劇学校。

## 概要
1983年に開設。1978年に開館した兵庫県立尼崎青少年創造劇場（愛称・ピッコロシアター）が運営し、地域文化活動の創造者の育成を目的とした「ピッコロ演劇学校」と、舞台芸術を支える美術・照明・音響を学ぶ「ピッコロ舞台技術学校」からなる。
「演劇学校」は、演劇理論や身体表現の基礎を学ぶ「本科」と、さらに実践的な演技術を学ぶ「研究科」とに分かれ、主に年2回の発表公演を行う。

## 沿革
- 1983年4月 : 兵庫県立尼崎青少年創造劇場開館5周年を記念し、公立文化施設では全国初となる「ピッコロ演劇学校」を開設。
- 1984年4月 : 「研究科」増設。
- 1992年6月 : 舞台技術者を養成する「ピッコロ舞台技術学校」を開校。
- 1994年6月 : 県立としては初の公共劇団となる「ピッコロ劇団」が誕生。

## 公演記録
1983年 - 1984年
- 9月、1期生『小品発表会』
- 3月、1期生卒業公演『人質追走』

1984年 - 1985年
- 9月、本科2期生『小品発表会』
- 10月、研究科1期生『前期発表会』
- 3月、本科2期生卒業公演『バーレスク1931』(斉藤憐＝作)、研究科1期生卒業公演『わが町』(ソーントン・ワイルダー＝作)

1985年 - 1986年
- 9月、本科3期生『小品発表会』
- 10月、研究科2期生『前期発表会』
- 3月、本科3期生卒業公演『スパイものがたり』(別役実＝作)、研究科2期生卒業公演『血の婚礼考』

1986年 - 1987年
- 10月、本科4期生『小品発表会』
- 11月、研究科3期生『前期発表会』
- 3月、本科4期生卒業公演『峠の向こうに何があるか』(山崎正和＝作)、研究科3期生卒業公演『カーニバル広場』(カルロ・ゴルドーニ＝作)

1987年 - 1988年
- 10月、本科5期生『小品発表会』
- 11月、研究科4期生『前期発表会』
- 3月、本科5期生卒業公演『ステージ・ドア』(E・ファーバー、G.Sカウフマン＝作)、研究科4期生卒業公演『十二夜』(W.シェイクスピア＝作)

1988年 - 1989年
- 9月、本科6期生『小品発表会』
- 3月、本科6期生卒業公演『チェーホフ先生』、研究科5期生卒業公演『イエルマ』(フェデリーコ・ガルシア・ロルカ＝作)

1989年 - 1990年
- 9月、本科7期生『小品発表会』
- 3月、本科7期生卒業公演『スパイものがたり』(別役実＝作)、研究科6期生卒業公演『ブルーストッキングの女たちより〜女たちに捧げるソネット』(宮本研＝作)

1990年 - 1991年
- 9月、本科8期生『小品発表会』
- 3月、本科8期生卒業公演『太郎の苦労』、研究科7期生卒業公演『トロイアの女たち』(エウリピデス＝作)

1991年 - 1992年
- 9月、本科9期生『小品発表会』
- 3月、本科9期生卒業公演『Oh!エッグ氏』(串田和美＝作)、研究科8期生卒業公演『ベルナルダ・アルバの家』(フェデリーコ・ガルシア・ロルカ＝作)

1992年 - 1993年
- 9月、本科10期生『小品発表会』
- 3月、本科10期生卒業公演『間奏曲』(J・ジロドゥー＝作)、研究科9期生卒業公演『子どもたちの時間』(リリアン・ヘルマン＝作)

1993年 - 1994年
- 9月、本科11期生『小品発表会』
- 3月、本科11期生卒業公演『空中歩行者』(イヨネスコ＝作)、研究科10期生卒業公演『女どん底』(ゴーリキー＝原作)

1994年 - 1995年
- 10月、本科12期生『小品発表会』
- 11月、研究科11期生『前期発表会』
- 3月、本科12期生卒業公演『人質追走ハイライト』(ブレンダン・ビーハン＝作)、研究科11期生卒業公演『夕餉すみ候や』(田中千禾夫＝作)

1995年 - 1996年
- 10月、本科13期生『小品発表会』
- 11月、研究科12期生『前期発表会』
- 3月、本科13期生・舞台技術4期生卒業公演『ステージ・ドア』(E・ファーバー、G.Sカウフマン＝作)、研究科12期生・舞台技術4期生卒業公演『女の平和』(アリストパネース＝原作)

1996年 - 1997年
- 10月、本科14期生『小品発表会』
- 11月、研究科13期生『前期発表会』
- 3月、本科14期生・舞台技術5期生卒業公演『スチューデント・プリンス』(マイヤー・フェルスター、ロンバーグ＝作)、研究科13期生・舞台技術5期生卒業公演『カーニバル広場』(カルロ・ゴルドーニ＝作)

1997年 - 1998年
- 9月、本科15期生『小品発表会』
- 11月、研究科14期生『前期発表会』
- 3月、本科15期生・舞台技術6期生卒業公演『イェルマ』(フェデリーコ・ガルシア・ロルカ＝作)、研究科14期生・舞台技術6期生卒業公演『森から来たカーニバル』(別役実＝作)

1998年 - 1999年
- 9月、本科16期生『小品発表会』
- 11月、研究科15期生『前期発表会』
- 3月、本科16期生・舞台技術7期生卒業公演『シスターにラブソングを?』、研究科15期生・舞台技術7期生卒業公演『けんじのじけん』(北村想＝作)

1999年 - 2000年
- 10月、本科17期生『小品発表会』
- 11月、研究科16期生『前期発表会』
- 3月、本科17期生・舞台技術8期生卒業公演『FIRST FAUST』(ゲーテ＝作「ファウスト」より)、研究科16期生・舞台技術8期生卒業公演『すんしゃく源氏物語』(榊原政常＝作「しんしゃく源氏物語」、田辺聖子＝作「新源氏物語」などより)

2000年 - 2001年
- 9月、本科18期生『小品発表会』
- 11月、研究科17期生『前期発表会』
- 3月、本科18期生・舞台技術9期生卒業公演『オリーブの風さやけく』(ディゲンズ＝作「オリバー」より)、研究科17期生・舞台技術9期生卒業公演『親守り子守り歌』(秋浜悟史＝作)

2001年 - 2002年
- 10月、本科19期生『小品発表会』
- 11月、研究科18期生『前期発表会』
- 3月、本科19期生・舞台技術10期生卒業公演『TRY TO REMEMBER −ザ・ファンタスティックスから』、研究科18期生・舞台技術10期生卒業公演『トロイアの女たち』(エウリピデス＝作)

2002年 - 2003年
- 9月、本科20期生『小品発表会』
- 10月、研究科19期生『前期発表会』
- 3月、本科20期生・舞台技術11期生卒業公演『血の婚礼考』(フェデリーコ・ガルシア・ロルカ＝作)、研究科19期生・舞台技術11期生卒業公演『子供たちの時間』(リリアン・ヘルマン＝作)

2003年 - 2004年
- 10月、本科21期生『小品発表会』
- 11月、研究科20期生『前期発表会』
- 3月、本科21期生・舞台技術12期生卒業公演『ロボット』(カレル・チャペック＝作)、研究科20期生・舞台技術12期生卒業公演『草の駅』(清水邦夫＝作)

2004年 - 2005年
- 10月、本科22期生『小品発表会』
- 10月、研究科21期生・舞台技術13期生『前期発表会』
- 3月、本科22期生卒業公演『ステージ・ドア』(E・ファーバー、G.Sカウフマン＝作)、研究科21期生・舞台技術13期生卒業公演『くもり色のカゲ』(エヴゲーニー・シュヴァルツ＝作)

2005年 - 2006年
- 10月、本科23期生『小品発表会』
- 10月、研究科22期生・舞台技術14期生『前期発表会』
- 3月、本科23期生卒業公演『ミュージカル　わが町』(ソーントン・ワイルダー＝作)、研究科22期生・舞台技術14期生卒業公演『セッチュウアンの凡人たち』

2006年 - 2007年
- 10月、本科24期生『小品発表会』
- 10月、研究科23期生・舞台技術15期生 前期発表会『ウィ?ノン?ひばり 〜選んだのか、選ばれたのか〜』
- 3月、本科24期生卒業公演『失われた未来への冒険 〜西遊記から再・勇気をもらって』、研究科23期生・舞台技術15期生卒業公演『二十世紀少年少女歌唱集』

2007年 - 2008年
- 9月、本科25期生『小品発表会』
- 10月、研究科24期生・舞台技術16期生 前期発表会『女王2』
- 3月、本科25期生卒業公演『いつまでもチキチキバンバン 〜1969年日本高度成長物語』、研究科24期生・舞台技術16期生卒業公演『イン・シャー・アッラー 〜また、満ちて欠けるとき〜』

2008年 - 2009年
- 9月、本科26期生『小品発表会』
- 10月、研究科25期生・舞台技術17期生 前期発表会『いろつき』
- 3月、本科26期生卒業公演『夏の夜の夢の夢』、研究科25期生・舞台技術17期生卒業公演『1942、マンザナより』

2009年 - 2010年
- 10月 - 11月、本科27期生・研究科26期生・舞台技術18期生 合同発表会『2009 Piccolo Passo〜小さな一歩〜』
- 3月、本科27期生卒業公演『贋色狂詩曲』、研究科26期生・舞台技術18期生卒業公演『十二人の怒れる女たち』

2010年 - 2011年
- 10月、本科28期生・研究科27期生・舞台技術19期生 合同発表会『2010 Piccolo Passo〜小さな一歩〜』
- 3月、本科28期生卒業公演『スキップ』(北村薫＝作)、研究科27期生・舞台技術19期生卒業公演『がんじがらめの垣根から』(ケン・キージー＝作「カッコーの巣の上で」より)

2011年 - 2012年
- 10月、本科29期生 発表会『2011 Piccolo Passo〜小さな一歩〜』
- 11月、研究科28期生・舞台技術20期生 合同発表会『阿修羅〜喜劇と悲劇の狭間で〜』(向田邦子＝作「阿修羅のごとく」より)
- 3月、本科29期生・舞台技術20期生卒業公演『ここが舞台だ!』(寺山修司＝作「観客席」、清水邦夫＝作「95kgと97kgのあいだ」より)、研究科28期生卒業公演『正義の果てに』(シドニー・キングスレー＝作「探偵物語」より)

2012年 - 2013年
- 10月、本科30期生 発表会『2012 Piccolo Passo〜小さな一歩〜』
- 11月、研究科29期生・舞台技術21期生 合同発表会『喜劇　人間監査』(ゴーゴリ＝作「検察官」より)
- 3月、本科30期生・舞台技術21期生卒業公演『この空の下で』、研究科29期生卒業公演『新天地へ 〜ある移民の物語〜』

2013年 - 2014年
- 10月、本科31期生 発表会『2013 Piccolo Passo〜小さな一歩〜』
- 11月、研究科30期生・舞台技術22期生 合同発表会『闇の中の虹』(ゴーリキー＝作「どん底」より)
- 3月、本科31期生・舞台技術22期生卒業公演『贋作　罪と罰〜Piccolo ver.〜』(野田秀樹＝作)、研究科30期生卒業公演『風が止んだ日に』(カミュ＝作「戒厳令」より)

2014年 - 2015年
- 10月、本科32期生 発表会『2014 Piccolo Passo〜小さな一歩〜』
- 11月、研究科31期生・舞台技術23期生 合同発表会『モスクワへ 〜「三人姉妹」情景集』(チェーホフ＝作「三人姉妹」より)
- 3月、本科32期生・舞台技術23期生卒業公演『夏の夜の夢』(W・シェイクスピア＝作)、研究科31期生卒業公演『おはよう、グローヴァーズ・コーナーズ』(ソーントン・ワイルダー＝作「わが町」より)

2015年 - 2016年
- 10月、本科33期生 発表会『2015 Piccolo Passo〜小さな一歩〜』
- 10月 - 11月、研究科32期生・舞台技術24期生 合同発表会『マイ・スイート・マネー』(モリエール＝作「守銭奴」より)
- 3月、本科33期生・舞台技術24期生卒業公演『バーレスク・1931〜赤い風車のあった街〜』(斉藤憐＝作)、研究科32期生卒業公演『そこに、悪魔が』(アーサー・ミラー＝作「るつぼ」より)

2016年 - 2017年
- 10月、本科34期生 発表会『2016 Piccolo Passo〜小さな一歩〜』
- 11月、研究科33期生・舞台技術25期生 合同発表会『ここに村があった』(V.グーバレフ＝作「石棺」/その他より)
- 3月、本科34期生・舞台技術25期生卒業公演『青い種子たち』(寺山修司＝作「青い種子は太陽の中にある」)、研究科33期生卒業公演『陽のあたるところへ』(ゴーリキー＝作「どん底」より)

2017年 - 2018年
- 10月、本科35期生 発表会『2017 Piccolo Passo〜小さな一歩〜』
- 11月、研究科34期生・舞台技術26期生 合同発表会『5時45分、グローヴァーズ・コーナーズ発』(ソーントン・ワイルダー＝作「わが町」より)
- 3月、本科35期生・舞台技術26期生卒業公演『プレシオスの鎖を〜「銀河鉄道の夜」からの心象スケッチ〜』(宮沢賢治＝作「銀河鉄道の夜」より)、研究科34期生卒業公演『新天地へ〜ある家族たちの物語〜』

2018年 - 2019年
- 10月、本科36期生 発表会『2018 Piccolo Passo〜小さな一歩〜』
- 11月、研究科35期生・舞台技術27期生 合同発表会『中国から来た少年』(R・ローズ＝作「十二人の怒れる男」より)
- 3月、本科36期生・舞台技術27期生卒業公演『二十世紀少年少女唱歌集』(鄭義信＝作)、研究科35期生卒業公演『罪と罰〜神に選ばれた男〜』(ドストエフスキー＝作)

2023-2024
・11月　研究科　＠るつぼ